# Cryptobranchoidea
De Cryptobranchoidea vormen een onderorde van de salamanders. De groep wordt ook wel aangeduid met primitieve salamanders.
Er zijn ongeveer 60 soorten, waarvan er drie behoren tot de familie reuzensalamanders of reuzensalamanders (Cryptobranchidae). De rest behoort tot de Aziatische landsalamanders (Hynobiidae), de enige andere familie van de Cryptobranchoidea.

## Taxonomie
Onderorde Cryptobranchoidea
- Familie reuzensalamanders (Cryptobranchidae)
- Familie Aziatische landsalamanders (Hynobiidae)

Aziatische landsalamanders · Reuzensalamanders · Aalsalamanders · Echte salamanders · Olmachtigen · Longloze salamanders · Molsalamanders · Olympusbergsalamanders · Sirenen